# Vénète
Cet article concerne une langue antique de Vénétie. Pour les différents peuples appelés Vénètes, voir Vénètes. Pour les autres significations, voir Vénètes (homonymie).
Le vénète (ou langue vénétique) est une langue indo-européenne éteinte, parlée autrefois en Vénétie, entre le delta du Pô et le sud des  Alpes par les Vénètes, appelés Veneti par les Romains et Enetoi (Hénètes ou Énètes) par les Grecs.
La langue est attestée par plus de deux cent cinquante inscriptions remontant au Ve ou au VIe siècle av. J.-C., et disparaît aux alentours du Ier siècle av. J.-C., époque à laquelle les vénétophones sont assimilés aux Latins.
Il ne faut pas confondre le vénète avec le vénète (veneto en italien) dialecte parlé dans la région Vénétie, ni avec le vénitien (veneziano en italien) variant du dialecte veneto parlé dans la ville de Venise et les territoires limitrophes. 
Notez également l'homonymie avec le peuple celte des Vénètes.

## Classification linguistique
Le vénète est une langue centum, les inscriptions étant dans un alphabet proche de l’ancien italique. La relation exacte existant entre le vénète et les autres langues indo-européennes est encore à déterminer. Il a longtemps été mis en relation avec l’illyrien, langue dont on sait très peu de choses, parlée dans les Balkans, mais cette hypothèse est aujourd'hui rejetée par la plupart des spécialistes.
Bien qu'il soit parfois considéré parmi les langues celtiques, la plupart des savants classent aujourd'hui le vénète dans le groupe italique (comprenant le latin, l'osque et l'ombrien). En particulier, elle a beaucoup de similitudes avec le latin, ce qui peut faire supposer que le latino-falisque et le vénète constitue une couche ancienne de peuplement (ou plus récente), séparée en deux groupes par l'arrivée des Osco-Ombriens (hypothèse soutenue par Beeler, Porzig, Hans Krahe, Hamp, Lejeune et Georgiev). 
Des parallèles importants ont été mis en avant avec les langues germaniques, particulièrement au niveau des pronoms : 
- Vénète : ego = je ; mego = me (accusatif)
- Gotique : ik, mik
- Allemand : ich, mich
- Latin : ego, me

- Vénète : sselboisselboi = à soi-même
- Haut allemand : selb selbo
- Allemand : sich selber
- Latin : sibi ipsi

En se basant sur ces similarités, certains (Polomé, Safarewicz, Hirunuma, Campanile) affirment que le vénète est une langue indo-européenne à part. Cependant, ces similarités ne tiennent qu'au vocabulaire et on peut les expliquer par des échanges datant de l'époque où les locuteurs des langues italiques voisinaient ceux des langues germaniques et aussi slaves.
Radoslav Katičić (en) a également montré que l'anthroponymie de la zone nord-ouest de l'ancienne province romaine d'Illyrie (qu'il appelle « nord-adriatique »), soit le pays du peuple liburne, fait partie d'un espace anthroponymique plus vaste, comprenant l'ensemble du pays vénète, l'Istrie et allant jusqu'aux Alpes orientales. La zone anthroponomymique contiguë, qu'il appelle « dalmato-pannonienne », correspondant aux pays des Dalmates et des Iapodes à l'époque de la conquête romaine et se prolongeant jusqu'en Pannonie, a également de nombreux traits communs avec la première.
Ces découvertes dessinent un tout nouveau visage aux langues italiques, dont le territoire se prolongerait jusqu'en Europe centrale vers l'ancienne Vindélicie par exemple.

## Propriétés
Le vénète avait 6 ou 7 cas nominaux et 4 conjugaisons (de manière similaire au latin). On connaît une soixantaine de mots, certains ayant été empruntés au latin ou à l'étrusque. La plupart rappellent des racines indo-européennes, par exemple : fraterei < IE *bhraterei = au frère.

## Exemples de textes
Une inscription en vénète, trouvé sur un clou en bronze à Este :
- Vénète : mego donasto śainatei reitiiai porai egeotora aimoi ke louderobos
- Latin : me donavit sanatrici Reitiae bonae Egetora pro-Aemo que liberis
- Français : Egetora m'a donné à la bonne guérisseuse Reitia au nom d'Aemus et des enfants

Une inscription trouvée sur une situla à Cadore :
- Vénète : eik goltanos doto louderai kanei
- Latin : hic Goltanus dedit Liberae Cani
- Français : Goltanus a donné cela pour la vierge Canis

Une inscription trouvée à Este en 1999 sur lamelle de bronze :
- Vénète : me[go] volt[ti]omnos b[l]atiio ke[i-]e[-]uns donasa henopr[a]toi

Autres inscriptions vénètes :

(Padoue):  vhugiioi tivaliioi andetiioi ekupetaris ego 

(Este) : alkomno metlon śikos enogenes vilkenis horvionte donasan

(Belluno) : [do]nom maisteratorbos fouva toler

(Szentlörinc, Hongrie), graffites trouvés dans une nécropole, sur du matériel funéraire : 

Magetlon / Boijoi / Magrioi / uposedos / Teuta Bados / vontar /augar otniai / mego Urleia toler Reitiai / malom obdator ligetor / Molduts Egitorioi

La plus longue inscription vénète, découverte à Este en 1971 sur une tablette de bronze, très lacunaire, a été  éditée et étudiée dans les années 1990 par Anna Marinetti et Aldo Luigi Prosdocimi ; elle a fait l'objet d'une étude approfondie en 2010 (thèse de doctorat) par Sophie Magnin :

1. ---]m kude diiaritores va[g]sont [---]mois doti[--]eneibaro[

2. -]oregnos ekvo[i]bos moltevebos ei vido X verseos diiari[t]orbos [d]anei v[-]natta planam

3. ]etaiion valgam to ommni opedon
elokvillos doukai perikon vonin kom proivos

4. ---]imerkedat[----] u[t]ei dekomei diiei kvan venev[]is paivero kenon[---

5. ] [p]reker eśd[---][m]oltevebos ei poikri vinea X dia[---

6. ---]s doti ke lud[---]nita[o?]kv[-]kermen ośo[l]mol[---

## Onomastique personnelle
On trouvera ci-dessous une liste des principaux noms de personnes vénètes, idionymes, patronymes et gamonymes (nom de l'épouse), attestés dans les inscriptions. Une influence celtique est visible dans un certain nombre d'entre eux, par ex. Albareniios ; Boiknos, Katusiaios, Kastikos (?), Ennonia (celt. [p]etno- 'oiseau'), Vasseno, Verkondarna.

id. = idionyme, patr. = patronyme, gam. = gamonyme

Aioś (id.) ; Akisinios (patr.) ; Akutos (id.) ; Akutios (patr.) ; Akutna (gam.) ; Albareniios (patr.) ; Ammenkos (patr.) ; Andeticos (patr.) ; Aplisikos (patr.) ; Arbonkos (patr.) ; Ariiuns (patr.) ; Arspetijakos (patr.) ; Askonia (patr.) ; Ataina (id.) ; Augerios (patr.) ; Biallenios (patr.) ; Bellenis (patr.) ; Boiialna (gam.) ; Boiknos (patr.) ; Bukka (id.) ; Butijakos (id.) ; Kaimos (id.) ; Kaitiiariios (patr.) ; Kanta (id.) ; Kapros (id.) ; Kastikos (patr./id.) ; Katulstos (id.) ; Keutenos (id.) ; Karanmnios (patr.) ; Carponia (patr.) ; Katusiaios (patr.) ; Kavarons (patr.) ; Kellos (id.) ; Klutivakos (id.) ; Klutiiaris (patr.) ; Kolia (patr.) ; Kreviniaios (patr.) ; Crumelonia (patr.) ; Ktulistos (id.) ; Kuprikonios (patr.) ; Deipijarikos (patr.) ; Deivolaijos (patr.) ; Dostideimes (id.) ; Egestios (patr.) ; Egetora (id.) ; Enetios (patr.) ; Eniconeio (patr.) ; Enokleves (id.) ; Ennonia (patr.) ; Enogenis (id.) ; Enopetiiariios (patr.) ; Entemonis (id.) ; Ersinios (patr.) ; Vhetiana (id.) ; Vhervates (id.) ; Vheugo (id.) ; Vhougonta (id.) ; Vhougontna (gam.) ; Fouva (id.) ; Fouvonikos (patr.) ; Frema (id.) ; Vhremaistos (id.) ; Vhremaistna (gam.) ; Vhugiios (patr./id.) ; Geminios (id.) ; Genteiios (patr.) ; Goltanos (id.) ; Hevissoś (id.) ; Hor[t]aios (patr./id.) ; Hostihavos (id.) ; Iants (id.) ; Inijontikos (patr.) ; Ituria (id.) ; Ivanta (id.) ; Ivantina (gam.) ; Iiuvantios (patr.) ; Iustovos (id.) ; Laions (patr.) ; Laivna (gam.) ; Laivoniios (patr.) ; Lamusios (patr.) ; Lantis (id.) ; Lauskos (patr.) ; Lemetos (id.) ; Lemetoris (id.) ; Lemetorna (gam.) ; Lemonis (id.) ; Loxina (gam.) ; Makknos (id.) ; Matrica (patr.) ; Moldna (gam.) ; Moldo (id.) ; Moltonis (id.) ; Muskialna (gam.) ; Musta (id.) ; Naiśos (patr.) ; Naisonkos patr.) ; Nerka (id.) ; Okijajos (patr.) ; Oppos (id.) ; Ossokos (patr.) ; Ostina (gam.) ; Ostiala (id.) ; Ostiiaris (id.) ; Panarios (patr.) ; Padros (id.) ; Pelonikos (patr.) ;  Pendeliau (patr.) ; Pilpotis (id.) ; Pitamnikos (patr.) ; Pletuvis (id.) ; Prontanos (id.) ; Pompeteguaios (patr.) ; Puponis (id.) ; Quinto (id.) ;  Rakos (id.) ; Raiteviios (patr/id.) ; Raupatnis (id.) ; Rebeton[-]ia (patr.) ; Resunkos (patr.); Rumanna (gam.) ; Segtios (id.) ; Siakna (id.) ; Sotina (id.) ; Souvna (gam.) ; Suros (id.) ; Tiraglonia (patr.) ; Tivalis (id.) ; Tivalios (patr.) ; Tritijonijos (patr.) ; Trostiiaia (patr.) ; Tomatorios (patr.) ; Toticina (patr.) ; Toupeio (patr.) ; Triśikos (patr.) ; Turijo (id.) ; Turkna (gam.) ; Tuina (patr.) ; Turijonis (id.) ; Turstiaca (patr.) ; Uko (id.) ; Ukona (gam.) ; Uposediios (patr.) ; Upsedia (patr.) ; Urkleina (gam.) ; Urkleios (patr.) ; Vanta (id.) ; Vantkenia (patr.) ; Vantis (id.) ; Vantios (patr.) ; Vants (id.) ; Vasseno (id.) ; Vebelis (id.) ; Veignos (patr.) ; Veimes (id.) ; Venetkens (patr.) ; Venna (id.) ; Vennonis (patr.) ; Verkondarna (id.) ; Verkvalos (id.) ; Vestinios (patr.) ; Vilkenis (id.) ; Vinetos (id.) ; Voltigenis (id.) ; Voltigenios (patr.) ; Voltignos (id.) ; Voltiomnina (gam.) ; Voltiomnos (id.) ; Voltoparikos (patr.) ; Voteiios (patr.) ; Votina (gam.) ; Votos (id.) ; Votunkea (id.) ; Vrota (id.).